# Walter Katz
Walter Shlomo Katz (geboren 1. Januar 1901 in Kassel; gestorben 1988 in Israel) war ein deutsch-israelischer Wirtschaftsjurist und  Mitgründer der israelischen Jugendherbergsorganisation.

## Leben
Walter Katz war ein Sohn des Textilfabrikanten Daniel Katz (1866–1936) und der Anna Feiss (1878–1937), er hatte eine Schwester. Katz besuchte das Friedrichsgymnasium in Kassel und machte 1919 das Abitur. Er engagierte sich im Jung-Jüdischen Wanderbund und bei Blau-Weiß. Katz studierte Rechts- und Wirtschaftswissenschaften in Heidelberg, München, Kiel und Frankfurt am Main, legte 1924 die Referendarprüfung am OLG Kassel ab und wurde im gleichen Jahr in Frankfurt mit einer arbeitsrechtlichen Dissertation promoviert. Katz machte noch eine Textillehre in Mönchengladbach und trat als Syndikus in das Kasseler Unternehmen seines Vaters und seines Onkels ein. Seine 1904 geborene Schwester Lieselotte Katz wanderte 1928 nach Palästina aus und arbeitete dort als Sozialarbeiterin. Katz war seit 1921 Mitglied der Zionistischen Vereinigung für Deutschland (ZVfD), er gründete 1924 in Kassel die Jüdische Wochenzeitung für Kassel, Hessen und Waldeck und war ihr Redakteur. Er nahm an den Zionistenkongressen 1925 in Karlsbad und 1929 in Zürich teil.
Im Jahr 1931 heiratete er Lilo Plaut und war als Nachfolger seines Vaters in der Geschäftsführung des Familienunternehmens vorgesehen. Nach der Machtübergabe an die Nationalsozialisten 1933 floh er unter dem Druck der deutschen Judenverfolgung kurzerhand mit seiner Frau mit einem Touristenvisum über Neapel nach Haifa. Die 1932 geborenen Zwillingssöhne Amitai und Gideon, die zunächst in Kassel geblieben waren, holte Lilo Katz wenig später nach. Sie hatten noch drei weitere Kinder. Seine Eltern wurden im nationalsozialistischen Deutschland aus ihrer Wohnung in Kassel vertrieben und Schikanen ausgesetzt. Nach dem Tod seines Vaters 1936 fuhr Katz zu dessen Beerdigung ins Deutsche Reich und überredete seine Mutter, zu ihm nach Palästina umzuziehen. Sie konnte dort aber nicht heimisch werden, kehrte 1937 nach Deutschland zurück und beging dort Suizid. Ihre Nachkommen wurden mittels der Reichsfluchtsteuer um ihr Erbe gebracht.
Katz war von 1934 bis 1971 Inhaber einer Strickwarenfiliale in Jerusalem. Er schloss sich der paramilitärischen Hagana an und kämpfte 1948 im Israelischen Unabhängigkeitskrieg als Offizier der Israelischen Armee in der Schlacht um Jerusalem. Er schrieb für verschiedene Zeitschriften und wurde dann  Sekretär und später Vorsitzender des israelischen Jugendherbergsverbandes (Israel Youth Hostel Association, ANA).
Katz engagierte sich im deutsch-israelischen Jugendaustausch, wofür er mit dem Bundesverdienstkreuz und dem Rudolf-Küstermeier-Preis der Deutsch-Israelischen Gesellschaft (DIG) ausgezeichnet wurde.

## Schriften (Auswahl)
- Das Zurückbehaltungsrecht des Arbeitnehmers im Arbeitsvertrag. Frankfurt: Juristische Dissertation 1923 (ms.)
- Rachel Yanait-Ben-Zevi, Itshaq Avrahami, Yerah Etsyon (Hrsg.): Ha-Haganah bi-Yerushalayim: eduyot ve-zikhronot mi-pi haverim. Sefer Rishon 1920–1947. Jerusalem: Kiryat Sefer, 1973 (he) (Beitrag)